# Lamponata
Lamponata is een monotypisch geslacht van spinnen uit de  familie van de Lamponidae.

## Soort
- Lamponata daviesae Platnick, 2000